# Acamilpa
Acamilpa es una localidad del estado mexicano de Morelos. Es parte del municipio de Tlaltizapán.

## Toponimia
El nombre «Acamilpa» proviene de los términos en náhuatl: acatl, carrizo; milli, sembradío o terreno cultivado; pan, lugar. Su significado es «En el sembradío de carrizo».

## Demografía
| Gráfica de evolución demográfica |
|                                  |

| Censo | Población |
| ----- | --------- |
| 1900  | 636       |
| 1910  | 585       |
| 1921  | 246       |
| 1930  | 298       |
| 1940  | 502       |
| 1950  | 525       |
| 1960  | 814       |
| 1970  | 1072      |
| 1980  | 1490      |
| 1990  | 1433      |
| 2000  | 1832      |
| 2010  | 1897      |
| 2020  | 1885      |